# Копце (гміна Сухожебри)
Копце (пол. Kopcie) — село в Польщі, у гміні Сухожебри Седлецького повіту Мазовецького воєводства.
Населення — 105 осіб (2011).
У 1975-1998 роках село належало до Седлецького воєводства.

## Демографія
Демографічна структура станом на 31 березня 2011 року:
|          | Загалом | Допрацездатний вік | Працездатний вік | Постпрацездатний вік |
| -------- | ------- | ------------------ | ---------------- | -------------------- |
| Чоловіки | 51      | 12                 | 30               | 9                    |
| Жінки    | 54      | 12                 | 25               | 17                   |
| Разом    | 105     | 24                 | 55               | 26                   |